# Zhenyuanlong suni
Zhenyuanlong suni es la única especie conocida del género extinto  Zhenyuanlong de dinosaurio terópodo dromeosáurido, que vivió a principios del período Cretácico, hace aproximadamente 125 millones de años, en el Aptiense, en lo que es hoy Asia.

## Descripción
El holotipo, JPM-0008, un esqueleto casi completo con cráneo y mandíbulas, fue encontrado en la Formación Yixian, en la provincia de Liaoning, en China. Su descubrimiento parece afirmar la gran diversidad de los dromeosáuridos en el Cretácico inferior. Presenta plumas por todo su cuerpo, además de grandes alas y largas plumas en la cola. Este espécimen proporciona la primera evidencia de penachos bien desarrollados en un dinosaurio relativamente grande y que no vuela, planteando cuál fue la función exacta de dichas plumas.

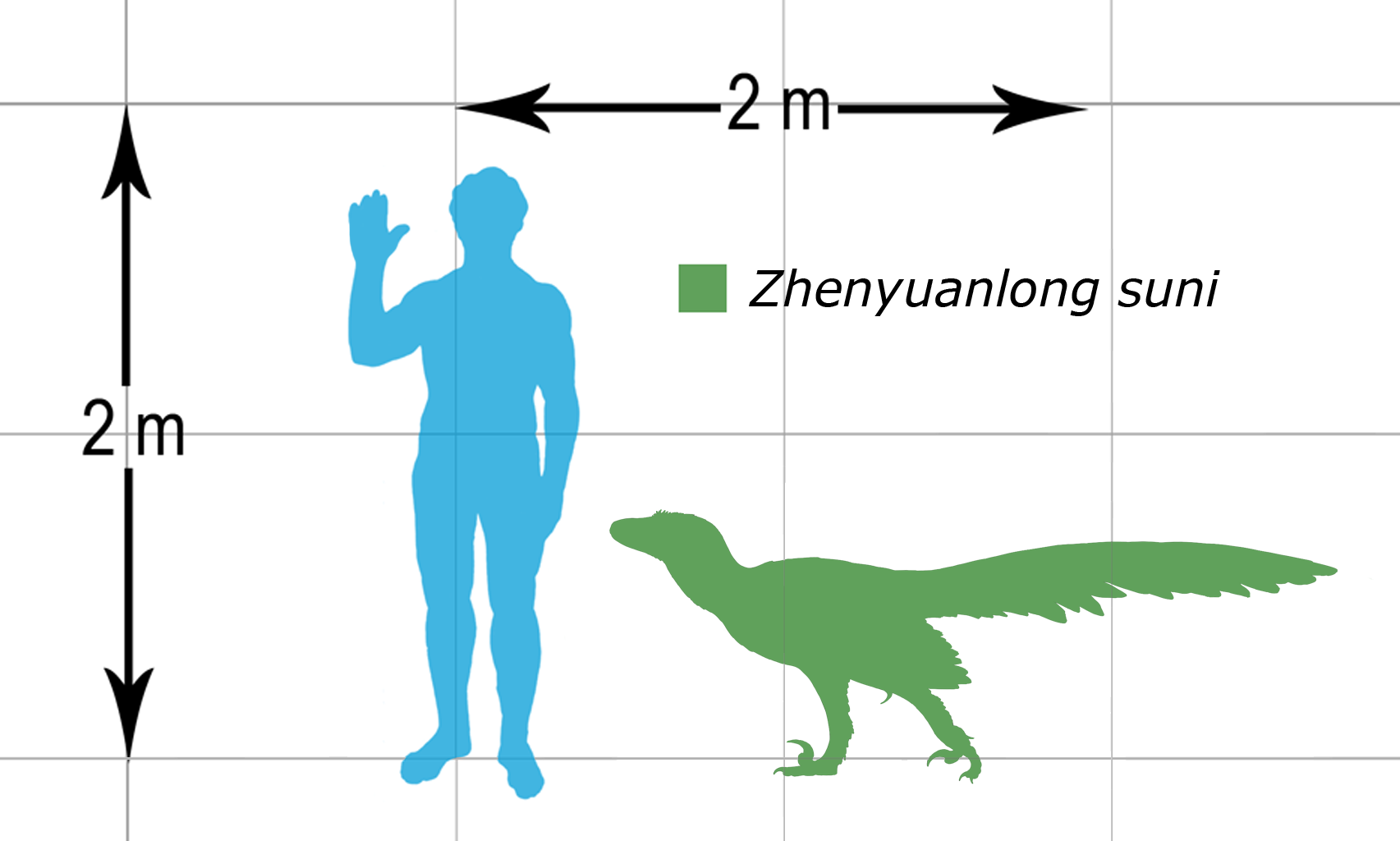
Comparación de tamaño entre Zhenyuanlong y un ser humano.

Zhenyuanlong suni fue un dromeosáurido de tamaño medio comparable en longitud a su pariente Tianyuraptor. El esqueleto fósil está casi completo pero falta la mitad de la cola, dándole una longitud preservada de 122,6 centímetros. Basado en la comparación con el esqueleto completo de Tianyuraptor fue estimado la longitud de Zhenyuanlong quién debió haber medido unos 165 centímetros de largo. Con la añadida longitud de las plumas de la cola, el animal pudo haber tenido 2 metros de longitud fácilmente en vida. El fósil representa a un individuo subadulto, como lo muestra la fusión de los arcos neurales.habiendo sido progresado hacia el sacro.
Sus proporciones generales son comparables a Tianyuraptor, un dromeosáurido de la misma formación, y tiene muchas similitudes anatómicas con los otros dromeosáuridos de Liaoning. El cráneo está bien conservado y tiene una forma similar a la de Tianyuraptor y el relacionado Sinornithosaurus. Su sacro consta de seis vértebras , cuatro de las cuales están claramente fusionadas, y su cola incluye la red de varillas óseas de soporte típicas de los dromeosáuridos, así como las vértebras caudales medias  que son algo alargadas en comparación con la mayoría de los otros dromeosaurios. Se conservan ambas cinturas pectorales y el espécimen muestra placas esternales no fusionadas. Las proporciones de sus patas son similares a las de otros dromeosáuridos de Liaoning, con su tibiotarso más largo que el fémur en una proporción de alrededor de 1,30. Esta gran proporción es típica de los dromeosaurios de Liaoning, pero difiere de la mayoría de los otros dinosaurios de este grupo.

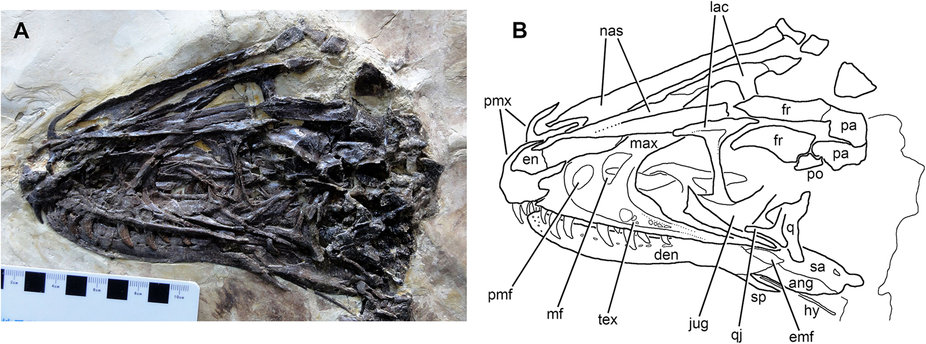
Detalle del cráneo.

Zhenyuanlong tenía brazos muy cortos y la proporción de longitud de brazo a pierna más corta de todos los dromeosáuridos conocidos, excepto el dromeosáurido basal Mahakala y el gigante unenlagiínido Austroraptor. Sus brazos también exhiben algunas características únicas e inusuales que se ven en algunos dinosaurios relacionados. El radio del antebrazo de Zhenyuanlong se encuentra entre los proporcionalmente más delgados de cualquier dinosaurio terópodo, comparable solo a un puñado de celurosaurios basales y alvarezsáuroidos , que tenían brazos y manos extremadamente reducidos. Zhenyuanlong también es único entre los dromeosáuridos de Liaoning porque su segundo metacarpiano es más corto que las longitudes combinadas del primer metacarpiano y el primer hueso del dedo más interno.

### Plumas
El fósil tipo de Zhenyuanlong conserva el tegumento en varias partes del espécimen, incluida una capa "peluda" de filamentos simples sobre la mayor parte del cuerpo y plumas grandes y con paletas en la cola y los brazos, lo que le habría dado al animal una apariencia de vida indistinguible de un pájaro. Las plumas del cuerpo de Zhenyuanlong están representadas por pequeñas regiones de huellas en la parte delantera y trasera del cuello. Si bien están mal conservadas, estas plumas parecen contener filamentos pequeños y simples de menos de un milímetro de espesor y hasta 30 milímetros de largo. Es imposible determinar a partir de este espécimen si las plumas del cuerpo del animal eran simples y sin asta o filamentos más complejos adheridos a una paleta central.

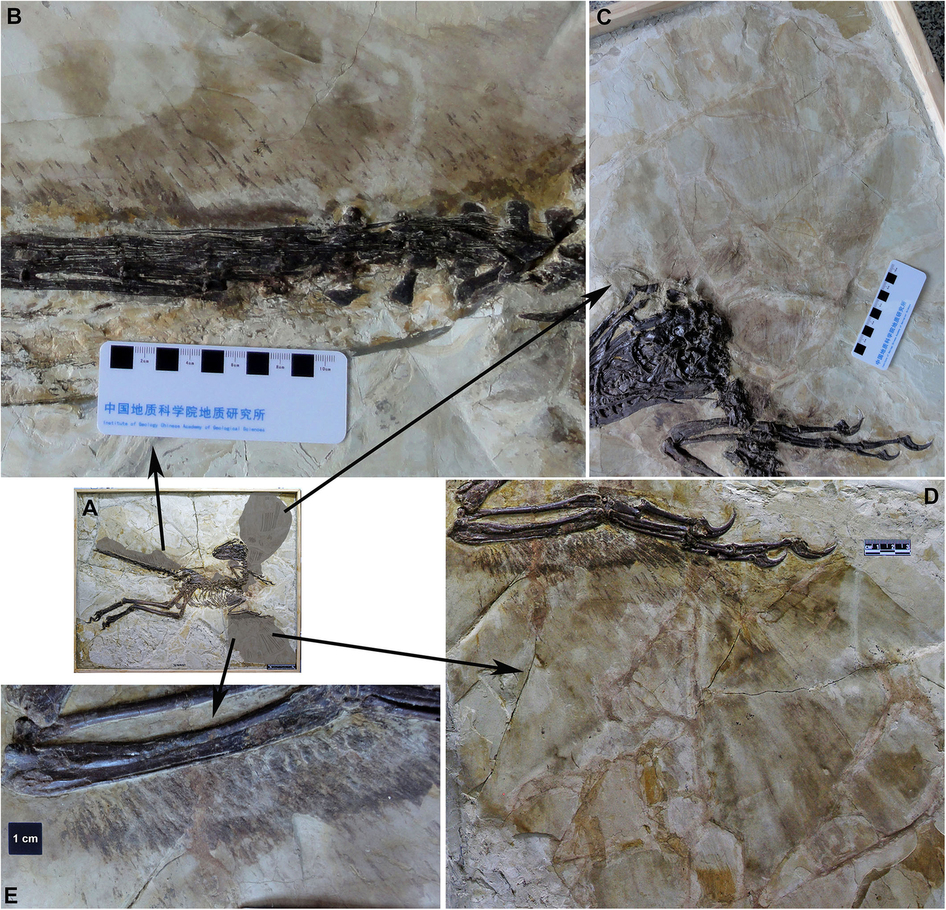
Detalle del tegumento conservado, que muestra plumas con paletas en la cola y las alas.

A pesar de sus pequeños brazos, las plumas que componían las alas eran muy largas, más del doble de la longitud del húmero, parte superior del brazo. Las alas eran anchas, con una superficie total de aproximadamente un metro cuadrado cada una, pero se desconoce su forma precisa debido a la distorsión tafonómica . El ala derecha del espécimen muestra un complejo superpuesto de plumas primarias, que se adhieren al segundo dedo de la mano, plumas secundarias, que se adhieren al antebrazo y coberteras, que cubren ambos conjuntos. La arquitectura general de las plumas de las alas es similar a la de Microraptor, Changyuraptor, Anchiornis, Eosinopteryx y avialanos basal como Archaeopteryx, pero las coberteras se destacan por ser más similares en tamaño y forma a estas plumas en las aves modernas. Estos se conservan como una fila de aproximadamente 30 plumas de un tamaño pequeño constante que se adhieren perpendicularmente al cúbito y al tercer metacarpiano del espécimen. Las coberteras de Archaeopteryx y otros paravianos basales que las conservan son, por el contrario, considerablemente más largas y cubren gran parte del ala.
El ala derecha mejor conservada del espécimen muestra que las plumas primarias eran más largas que las secundarias, y los autores estiman aproximadamente 10 primarias y 20 secundarias. Una forma asimétrica, como en las aves modernas, puede ser visible tanto en las primarias como en las secundarias, pero la distorsión conservacional hace que sea difícil evaluar esto con certeza. En general, la forma y la arquitectura de las plumas de las alas de Zhenyuanlong eran más similares a las de Microraptor , aunque el primero carece de cualquier signo de las plumas de álula que se adhieren al primer dedo en las aves modernas y posiblemente en Microraptor.

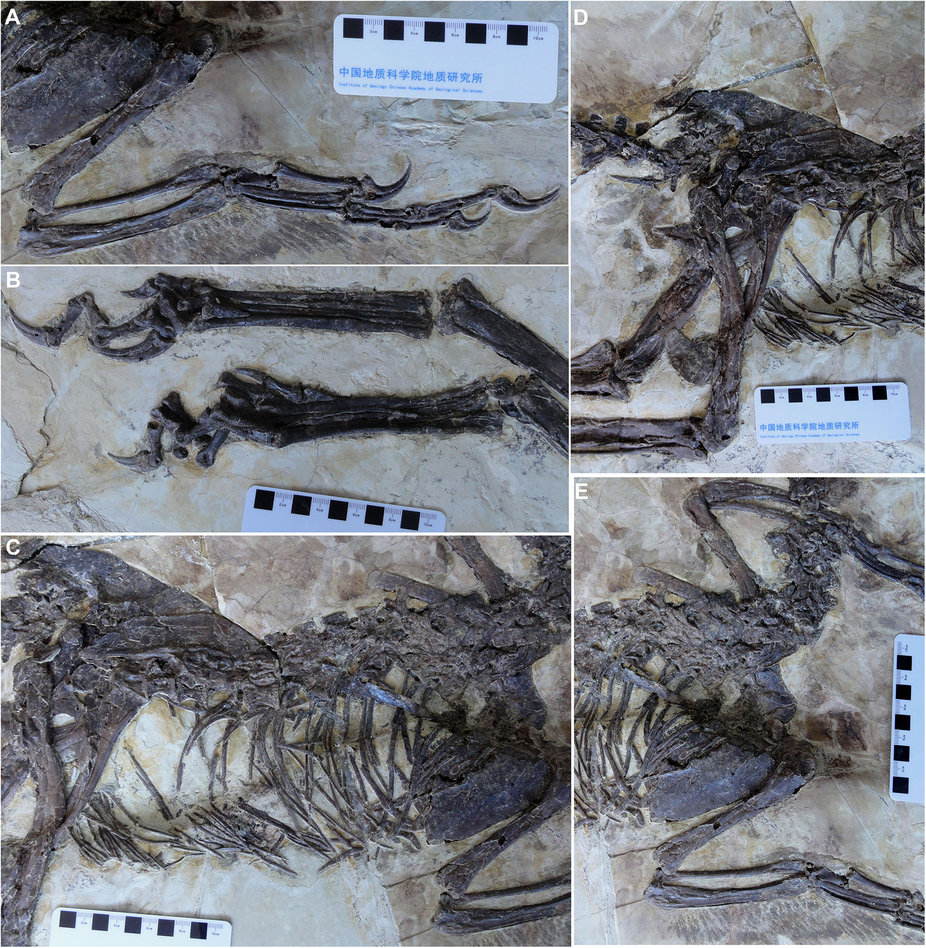
Detalle del esqueleto.

Las plumas largas con paletas también estaban presentes a lo largo de la cola y se conservan como una serie de largas proyecciones de paletas en un ángulo de 45 grados desde las vértebras de la cola. Si bien la preservación hace que la simetría sea difícil de evaluar, estas plumas parecen generalmente similares a las plumas de la cola de otros dinosaurios parecidos a aves que preservan esta región, incluidos Sinornithosaurus, Jinfengopteryx, Anchiornis, Eosinopteryx y Archaeopteryx. Esto diferencia la cola de Zhenyuanlong de Microraptor y el Changyuraptor relacionado, que tenía plumas más cortas a lo largo de la base y la mitad de la cola pero abanicos grandes y complejos en la punta. Sin embargo, dado que el final de la cola de Zhenyuanlong no se conserva, es imposible descartar por completo la presencia de un abanico.
Dada la estrecha afinidad de Zhenyuanlong con Microraptor, Changyuraptor y Sinornithosaurus, cabe destacar que el espécimen no conserva ninguna pluma en las extremidades traseras. Algunos de sus parientes más cercanos son conocidos por las plumas largas y voluminosas que se adhieren a los tobillos y la parte inferior de las piernas, y la falta de plumas similares de Zhenyuanlong puede indicar otra característica anatómica única de este animal entre sus parientes. Sin embargo, las patas traseras del espécimen pertenecen a una losa que no conserva otras plumas en el cuerpo, mientras que las demás piezas conservan plumas. Por lo tanto, la falta de plumas en las piernas en Zhenyuanlong puede ser un artefacto de conservación o preparación y, al igual que la presencia de un abanico de cola, no se puede descartar con certeza.

## Descubrimiento e investigación
El espécimen fue encontrado por un agricultor local cerca de Sihedang en Jianchang, provincia de Liaoning y luego Zhenyuan Sun, un representante del museo, aseguró su estudio en el Museo Paleontológico de Jinzhou. Allí fue preparado por Zhang Y.-Q. En 2015, la especie tipo Zhenyuanlong suni fue nombrada y descrita por los paleontólogos Lü Junchang de la Academia China de Ciencias Geológicas en Beijing y Stephen Brusatte de la Universidad de Edimburgo en el Reino Unido. El nombre genérico combina el nombre de pila de Zhenyuan Sun con el chino Pinyin long, que significa "dragón". El nombre específico se refiere a su apellido. Zhenyuanlong fue uno de los dieciocho taxones de dinosaurios de 2015 que se describieron en revistas de acceso abierto o de lectura gratuita.
El holotipo, JPM-0008, se encontró en la localidad de Sihedang del condado de Jianchang en la Formación Yixian del noreste de China, que data de la edad Aptiana del Cretácico Inferior, hace 125-113 millones de años. El espécimen holotipo está representado por su estado de subadulto, su esqueleto casi completo y articulado al que le falta solo la mitad de la cola, su cráneo y mandíbulas inferiores bien conservados, y la preservación de las plumas de los brazos y la cola. El fósil está comprimido en su placa o losa de piedra. Falta una contraplaca.

## Clasificación
Zhenyuanlong se ha colocado en la familia Dromaeosauridae . El análisis cladístico de los autores lo recuperó en la misma posición en el árbol evolutivo que los otros cinco dromeosáuridos de Liaoning, Changyuraptor, Graciliraptor, Microraptor, Sinornithosaurus y Tianyuraptor y Eudromaeosauria, aunque no se pudieron resolver sus relaciones exactas.

### Filogenia
Cladograma según Lü y Brusatte en 2015.

|                 | Balaur |
|                 | |
|                 | Velociraptor |
|                 | |
| Dromaeosaurinae | \| \| Achillobator \| \| \| \| \| \| Utahraptor \| \| \| \| \| \| Atrociraptor \| \| \| \| \| \| Dromaeosaurus \| \| \| \| |
|                 | \| \| Achillobator \| \| \| \| \| \| Utahraptor \| \| \| \| \| \| Atrociraptor \| \| \| \| \| \| Dromaeosaurus \| \| \| \| |
|                 | Achillobator |
|                 | |
|                 | Utahraptor |
|                 | |
|                 | Atrociraptor |
|                 | |
|                 | Dromaeosaurus |
|                 | |

|  | Achillobator  |
|  |               |
|  | Utahraptor    |
|  |               |
|  | Atrociraptor  |
|  |               |
|  | Dromaeosaurus |
|  |               |

|                 | Balaur |
|                 | |
|                 | Velociraptor |
|                 | |
| Dromaeosaurinae | \| \| Achillobator \| \| \| \| \| \| Utahraptor \| \| \| \| \| \| Atrociraptor \| \| \| \| \| \| Dromaeosaurus \| \| \| \| |
|                 | \| \| Achillobator \| \| \| \| \| \| Utahraptor \| \| \| \| \| \| Atrociraptor \| \| \| \| \| \| Dromaeosaurus \| \| \| \| |
|                 | Achillobator |
|                 | |
|                 | Utahraptor |
|                 | |
|                 | Atrociraptor |
|                 | |
|                 | Dromaeosaurus |
|                 | |

|  | Achillobator  |
|  |               |
|  | Utahraptor    |
|  |               |
|  | Atrociraptor  |
|  |               |
|  | Dromaeosaurus |
|  |               |

|                 | Balaur |
|                 | |
|                 | Velociraptor |
|                 | |
| Dromaeosaurinae | \| \| Achillobator \| \| \| \| \| \| Utahraptor \| \| \| \| \| \| Atrociraptor \| \| \| \| \| \| Dromaeosaurus \| \| \| \| |
|                 | \| \| Achillobator \| \| \| \| \| \| Utahraptor \| \| \| \| \| \| Atrociraptor \| \| \| \| \| \| Dromaeosaurus \| \| \| \| |
|                 | Achillobator |
|                 | |
|                 | Utahraptor |
|                 | |
|                 | Atrociraptor |
|                 | |
|                 | Dromaeosaurus |
|                 | |

|  | Achillobator  |
|  |               |
|  | Utahraptor    |
|  |               |
|  | Atrociraptor  |
|  |               |
|  | Dromaeosaurus |
|  |               |

|                 | Balaur |
|                 | |
|                 | Velociraptor |
|                 | |
| Dromaeosaurinae | \| \| Achillobator \| \| \| \| \| \| Utahraptor \| \| \| \| \| \| Atrociraptor \| \| \| \| \| \| Dromaeosaurus \| \| \| \| |
|                 | \| \| Achillobator \| \| \| \| \| \| Utahraptor \| \| \| \| \| \| Atrociraptor \| \| \| \| \| \| Dromaeosaurus \| \| \| \| |
|                 | Achillobator |
|                 | |
|                 | Utahraptor |
|                 | |
|                 | Atrociraptor |
|                 | |
|                 | Dromaeosaurus |
|                 | |

|  | Achillobator  |
|  |               |
|  | Utahraptor    |
|  |               |
|  | Atrociraptor  |
|  |               |
|  | Dromaeosaurus |
|  |               |

|                 | Balaur |
|                 | |
|                 | Velociraptor |
|                 | |
| Dromaeosaurinae | \| \| Achillobator \| \| \| \| \| \| Utahraptor \| \| \| \| \| \| Atrociraptor \| \| \| \| \| \| Dromaeosaurus \| \| \| \| |
|                 | \| \| Achillobator \| \| \| \| \| \| Utahraptor \| \| \| \| \| \| Atrociraptor \| \| \| \| \| \| Dromaeosaurus \| \| \| \| |
|                 | Achillobator |
|                 | |
|                 | Utahraptor |
|                 | |
|                 | Atrociraptor |
|                 | |
|                 | Dromaeosaurus |
|                 | |

|  | Achillobator  |
|  |               |
|  | Utahraptor    |
|  |               |
|  | Atrociraptor  |
|  |               |
|  | Dromaeosaurus |
|  |               |

|                 | Balaur |
|                 | |
|                 | Velociraptor |
|                 | |
| Dromaeosaurinae | \| \| Achillobator \| \| \| \| \| \| Utahraptor \| \| \| \| \| \| Atrociraptor \| \| \| \| \| \| Dromaeosaurus \| \| \| \| |
|                 | \| \| Achillobator \| \| \| \| \| \| Utahraptor \| \| \| \| \| \| Atrociraptor \| \| \| \| \| \| Dromaeosaurus \| \| \| \| |
|                 | Achillobator |
|                 | |
|                 | Utahraptor |
|                 | |
|                 | Atrociraptor |
|                 | |
|                 | Dromaeosaurus |
|                 | |

|  | Achillobator  |
|  |               |
|  | Utahraptor    |
|  |               |
|  | Atrociraptor  |
|  |               |
|  | Dromaeosaurus |
|  |               |

|                 | Balaur |
|                 | |
|                 | Velociraptor |
|                 | |
| Dromaeosaurinae | \| \| Achillobator \| \| \| \| \| \| Utahraptor \| \| \| \| \| \| Atrociraptor \| \| \| \| \| \| Dromaeosaurus \| \| \| \| |
|                 | \| \| Achillobator \| \| \| \| \| \| Utahraptor \| \| \| \| \| \| Atrociraptor \| \| \| \| \| \| Dromaeosaurus \| \| \| \| |
|                 | Achillobator |
|                 | |
|                 | Utahraptor |
|                 | |
|                 | Atrociraptor |
|                 | |
|                 | Dromaeosaurus |
|                 | |

|  | Achillobator  |
|  |               |
|  | Utahraptor    |
|  |               |
|  | Atrociraptor  |
|  |               |
|  | Dromaeosaurus |
|  |               |

|                 | Balaur |
|                 | |
|                 | Velociraptor |
|                 | |
| Dromaeosaurinae | \| \| Achillobator \| \| \| \| \| \| Utahraptor \| \| \| \| \| \| Atrociraptor \| \| \| \| \| \| Dromaeosaurus \| \| \| \| |
|                 | \| \| Achillobator \| \| \| \| \| \| Utahraptor \| \| \| \| \| \| Atrociraptor \| \| \| \| \| \| Dromaeosaurus \| \| \| \| |
|                 | Achillobator |
|                 | |
|                 | Utahraptor |
|                 | |
|                 | Atrociraptor |
|                 | |
|                 | Dromaeosaurus |
|                 | |

|  | Achillobator  |
|  |               |
|  | Utahraptor    |
|  |               |
|  | Atrociraptor  |
|  |               |
|  | Dromaeosaurus |
|  |               |

|                 | Balaur |
|                 | |
|                 | Velociraptor |
|                 | |
| Dromaeosaurinae | \| \| Achillobator \| \| \| \| \| \| Utahraptor \| \| \| \| \| \| Atrociraptor \| \| \| \| \| \| Dromaeosaurus \| \| \| \| |
|                 | \| \| Achillobator \| \| \| \| \| \| Utahraptor \| \| \| \| \| \| Atrociraptor \| \| \| \| \| \| Dromaeosaurus \| \| \| \| |
|                 | Achillobator |
|                 | |
|                 | Utahraptor |
|                 | |
|                 | Atrociraptor |
|                 | |
|                 | Dromaeosaurus |
|                 | |

|  | Achillobator  |
|  |               |
|  | Utahraptor    |
|  |               |
|  | Atrociraptor  |
|  |               |
|  | Dromaeosaurus |
|  |               |

|                 | Balaur |
|                 | |
|                 | Velociraptor |
|                 | |
| Dromaeosaurinae | \| \| Achillobator \| \| \| \| \| \| Utahraptor \| \| \| \| \| \| Atrociraptor \| \| \| \| \| \| Dromaeosaurus \| \| \| \| |
|                 | \| \| Achillobator \| \| \| \| \| \| Utahraptor \| \| \| \| \| \| Atrociraptor \| \| \| \| \| \| Dromaeosaurus \| \| \| \| |
|                 | Achillobator |
|                 | |
|                 | Utahraptor |
|                 | |
|                 | Atrociraptor |
|                 | |
|                 | Dromaeosaurus |
|                 | |

|  | Achillobator  |
|  |               |
|  | Utahraptor    |
|  |               |
|  | Atrociraptor  |
|  |               |
|  | Dromaeosaurus |
|  |               |

|                 | Balaur |
|                 | |
|                 | Velociraptor |
|                 | |
| Dromaeosaurinae | \| \| Achillobator \| \| \| \| \| \| Utahraptor \| \| \| \| \| \| Atrociraptor \| \| \| \| \| \| Dromaeosaurus \| \| \| \| |
|                 | \| \| Achillobator \| \| \| \| \| \| Utahraptor \| \| \| \| \| \| Atrociraptor \| \| \| \| \| \| Dromaeosaurus \| \| \| \| |
|                 | Achillobator |
|                 | |
|                 | Utahraptor |
|                 | |
|                 | Atrociraptor |
|                 | |
|                 | Dromaeosaurus |
|                 | |

|  | Achillobator  |
|  |               |
|  | Utahraptor    |
|  |               |
|  | Atrociraptor  |
|  |               |
|  | Dromaeosaurus |
|  |               |

|                 | Balaur |
|                 | |
|                 | Velociraptor |
|                 | |
| Dromaeosaurinae | \| \| Achillobator \| \| \| \| \| \| Utahraptor \| \| \| \| \| \| Atrociraptor \| \| \| \| \| \| Dromaeosaurus \| \| \| \| |
|                 | \| \| Achillobator \| \| \| \| \| \| Utahraptor \| \| \| \| \| \| Atrociraptor \| \| \| \| \| \| Dromaeosaurus \| \| \| \| |
|                 | Achillobator |
|                 | |
|                 | Utahraptor |
|                 | |
|                 | Atrociraptor |
|                 | |
|                 | Dromaeosaurus |
|                 | |

|  | Achillobator  |
|  |               |
|  | Utahraptor    |
|  |               |
|  | Atrociraptor  |
|  |               |
|  | Dromaeosaurus |
|  |               |

|                 | Balaur |
|                 | |
|                 | Velociraptor |
|                 | |
| Dromaeosaurinae | \| \| Achillobator \| \| \| \| \| \| Utahraptor \| \| \| \| \| \| Atrociraptor \| \| \| \| \| \| Dromaeosaurus \| \| \| \| |
|                 | \| \| Achillobator \| \| \| \| \| \| Utahraptor \| \| \| \| \| \| Atrociraptor \| \| \| \| \| \| Dromaeosaurus \| \| \| \| |
|                 | Achillobator |
|                 | |
|                 | Utahraptor |
|                 | |
|                 | Atrociraptor |
|                 | |
|                 | Dromaeosaurus |
|                 | |

|  | Achillobator  |
|  |               |
|  | Utahraptor    |
|  |               |
|  | Atrociraptor  |
|  |               |
|  | Dromaeosaurus |
|  |               |

|                 | Balaur |
|                 | |
|                 | Velociraptor |
|                 | |
| Dromaeosaurinae | \| \| Achillobator \| \| \| \| \| \| Utahraptor \| \| \| \| \| \| Atrociraptor \| \| \| \| \| \| Dromaeosaurus \| \| \| \| |
|                 | \| \| Achillobator \| \| \| \| \| \| Utahraptor \| \| \| \| \| \| Atrociraptor \| \| \| \| \| \| Dromaeosaurus \| \| \| \| |
|                 | Achillobator |
|                 | |
|                 | Utahraptor |
|                 | |
|                 | Atrociraptor |
|                 | |
|                 | Dromaeosaurus |
|                 | |

|  | Achillobator  |
|  |               |
|  | Utahraptor    |
|  |               |
|  | Atrociraptor  |
|  |               |
|  | Dromaeosaurus |
|  |               |

|                 | Balaur |
|                 | |
|                 | Velociraptor |
|                 | |
| Dromaeosaurinae | \| \| Achillobator \| \| \| \| \| \| Utahraptor \| \| \| \| \| \| Atrociraptor \| \| \| \| \| \| Dromaeosaurus \| \| \| \| |
|                 | \| \| Achillobator \| \| \| \| \| \| Utahraptor \| \| \| \| \| \| Atrociraptor \| \| \| \| \| \| Dromaeosaurus \| \| \| \| |
|                 | Achillobator |
|                 | |
|                 | Utahraptor |
|                 | |
|                 | Atrociraptor |
|                 | |
|                 | Dromaeosaurus |
|                 | |

|  | Achillobator  |
|  |               |
|  | Utahraptor    |
|  |               |
|  | Atrociraptor  |
|  |               |
|  | Dromaeosaurus |
|  |               |

|                 | Balaur |
|                 | |
|                 | Velociraptor |
|                 | |
| Dromaeosaurinae | \| \| Achillobator \| \| \| \| \| \| Utahraptor \| \| \| \| \| \| Atrociraptor \| \| \| \| \| \| Dromaeosaurus \| \| \| \| |
|                 | \| \| Achillobator \| \| \| \| \| \| Utahraptor \| \| \| \| \| \| Atrociraptor \| \| \| \| \| \| Dromaeosaurus \| \| \| \| |
|                 | Achillobator |
|                 | |
|                 | Utahraptor |
|                 | |
|                 | Atrociraptor |
|                 | |
|                 | Dromaeosaurus |
|                 | |

|  | Achillobator  |
|  |               |
|  | Utahraptor    |
|  |               |
|  | Atrociraptor  |
|  |               |
|  | Dromaeosaurus |
|  |               |

|                 | Balaur |
|                 | |
|                 | Velociraptor |
|                 | |
| Dromaeosaurinae | \| \| Achillobator \| \| \| \| \| \| Utahraptor \| \| \| \| \| \| Atrociraptor \| \| \| \| \| \| Dromaeosaurus \| \| \| \| |
|                 | \| \| Achillobator \| \| \| \| \| \| Utahraptor \| \| \| \| \| \| Atrociraptor \| \| \| \| \| \| Dromaeosaurus \| \| \| \| |
|                 | Achillobator |
|                 | |
|                 | Utahraptor |
|                 | |
|                 | Atrociraptor |
|                 | |
|                 | Dromaeosaurus |
|                 | |

|  | Achillobator  |
|  |               |
|  | Utahraptor    |
|  |               |
|  | Atrociraptor  |
|  |               |
|  | Dromaeosaurus |
|  |               |

|                 | Balaur |
|                 | |
|                 | Velociraptor |
|                 | |
| Dromaeosaurinae | \| \| Achillobator \| \| \| \| \| \| Utahraptor \| \| \| \| \| \| Atrociraptor \| \| \| \| \| \| Dromaeosaurus \| \| \| \| |
|                 | \| \| Achillobator \| \| \| \| \| \| Utahraptor \| \| \| \| \| \| Atrociraptor \| \| \| \| \| \| Dromaeosaurus \| \| \| \| |
|                 | Achillobator |
|                 | |
|                 | Utahraptor |
|                 | |
|                 | Atrociraptor |
|                 | |
|                 | Dromaeosaurus |
|                 | |

|  | Achillobator  |
|  |               |
|  | Utahraptor    |
|  |               |
|  | Atrociraptor  |
|  |               |
|  | Dromaeosaurus |
|  |               |

|                 | Balaur |
|                 | |
|                 | Velociraptor |
|                 | |
| Dromaeosaurinae | \| \| Achillobator \| \| \| \| \| \| Utahraptor \| \| \| \| \| \| Atrociraptor \| \| \| \| \| \| Dromaeosaurus \| \| \| \| |
|                 | \| \| Achillobator \| \| \| \| \| \| Utahraptor \| \| \| \| \| \| Atrociraptor \| \| \| \| \| \| Dromaeosaurus \| \| \| \| |
|                 | Achillobator |
|                 | |
|                 | Utahraptor |
|                 | |
|                 | Atrociraptor |
|                 | |
|                 | Dromaeosaurus |
|                 | |

|  | Achillobator  |
|  |               |
|  | Utahraptor    |
|  |               |
|  | Atrociraptor  |
|  |               |
|  | Dromaeosaurus |
|  |               |

|                 | Balaur |
|                 | |
|                 | Velociraptor |
|                 | |
| Dromaeosaurinae | \| \| Achillobator \| \| \| \| \| \| Utahraptor \| \| \| \| \| \| Atrociraptor \| \| \| \| \| \| Dromaeosaurus \| \| \| \| |
|                 | \| \| Achillobator \| \| \| \| \| \| Utahraptor \| \| \| \| \| \| Atrociraptor \| \| \| \| \| \| Dromaeosaurus \| \| \| \| |
|                 | Achillobator |
|                 | |
|                 | Utahraptor |
|                 | |
|                 | Atrociraptor |
|                 | |
|                 | Dromaeosaurus |
|                 | |

|  | Achillobator  |
|  |               |
|  | Utahraptor    |
|  |               |
|  | Atrociraptor  |
|  |               |
|  | Dromaeosaurus |
|  |               |

|                 | Balaur |
|                 | |
|                 | Velociraptor |
|                 | |
| Dromaeosaurinae | \| \| Achillobator \| \| \| \| \| \| Utahraptor \| \| \| \| \| \| Atrociraptor \| \| \| \| \| \| Dromaeosaurus \| \| \| \| |
|                 | \| \| Achillobator \| \| \| \| \| \| Utahraptor \| \| \| \| \| \| Atrociraptor \| \| \| \| \| \| Dromaeosaurus \| \| \| \| |
|                 | Achillobator |
|                 | |
|                 | Utahraptor |
|                 | |
|                 | Atrociraptor |
|                 | |
|                 | Dromaeosaurus |
|                 | |

|  | Achillobator  |
|  |               |
|  | Utahraptor    |
|  |               |
|  | Atrociraptor  |
|  |               |
|  | Dromaeosaurus |
|  |               |

|                 | Balaur |
|                 | |
|                 | Velociraptor |
|                 | |
| Dromaeosaurinae | \| \| Achillobator \| \| \| \| \| \| Utahraptor \| \| \| \| \| \| Atrociraptor \| \| \| \| \| \| Dromaeosaurus \| \| \| \| |
|                 | \| \| Achillobator \| \| \| \| \| \| Utahraptor \| \| \| \| \| \| Atrociraptor \| \| \| \| \| \| Dromaeosaurus \| \| \| \| |
|                 | Achillobator |
|                 | |
|                 | Utahraptor |
|                 | |
|                 | Atrociraptor |
|                 | |
|                 | Dromaeosaurus |
|                 | |

|  | Achillobator  |
|  |               |
|  | Utahraptor    |
|  |               |
|  | Atrociraptor  |
|  |               |
|  | Dromaeosaurus |
|  |               |

|                 | Balaur |
|                 | |
|                 | Velociraptor |
|                 | |
| Dromaeosaurinae | \| \| Achillobator \| \| \| \| \| \| Utahraptor \| \| \| \| \| \| Atrociraptor \| \| \| \| \| \| Dromaeosaurus \| \| \| \| |
|                 | \| \| Achillobator \| \| \| \| \| \| Utahraptor \| \| \| \| \| \| Atrociraptor \| \| \| \| \| \| Dromaeosaurus \| \| \| \| |
|                 | Achillobator |
|                 | |
|                 | Utahraptor |
|                 | |
|                 | Atrociraptor |
|                 | |
|                 | Dromaeosaurus |
|                 | |

|  | Achillobator  |
|  |               |
|  | Utahraptor    |
|  |               |
|  | Atrociraptor  |
|  |               |
|  | Dromaeosaurus |
|  |               |

|                 | Balaur |
|                 | |
|                 | Velociraptor |
|                 | |
| Dromaeosaurinae | \| \| Achillobator \| \| \| \| \| \| Utahraptor \| \| \| \| \| \| Atrociraptor \| \| \| \| \| \| Dromaeosaurus \| \| \| \| |
|                 | \| \| Achillobator \| \| \| \| \| \| Utahraptor \| \| \| \| \| \| Atrociraptor \| \| \| \| \| \| Dromaeosaurus \| \| \| \| |
|                 | Achillobator |
|                 | |
|                 | Utahraptor |
|                 | |
|                 | Atrociraptor |
|                 | |
|                 | Dromaeosaurus |
|                 | |

|  | Achillobator  |
|  |               |
|  | Utahraptor    |
|  |               |
|  | Atrociraptor  |
|  |               |
|  | Dromaeosaurus |
|  |               |

|                 | Balaur |
|                 | |
|                 | Velociraptor |
|                 | |
| Dromaeosaurinae | \| \| Achillobator \| \| \| \| \| \| Utahraptor \| \| \| \| \| \| Atrociraptor \| \| \| \| \| \| Dromaeosaurus \| \| \| \| |
|                 | \| \| Achillobator \| \| \| \| \| \| Utahraptor \| \| \| \| \| \| Atrociraptor \| \| \| \| \| \| Dromaeosaurus \| \| \| \| |
|                 | Achillobator |
|                 | |
|                 | Utahraptor |
|                 | |
|                 | Atrociraptor |
|                 | |
|                 | Dromaeosaurus |
|                 | |

|  | Achillobator  |
|  |               |
|  | Utahraptor    |
|  |               |
|  | Atrociraptor  |
|  |               |
|  | Dromaeosaurus |
|  |               |

|                 | Balaur |
|                 | |
|                 | Velociraptor |
|                 | |
| Dromaeosaurinae | \| \| Achillobator \| \| \| \| \| \| Utahraptor \| \| \| \| \| \| Atrociraptor \| \| \| \| \| \| Dromaeosaurus \| \| \| \| |
|                 | \| \| Achillobator \| \| \| \| \| \| Utahraptor \| \| \| \| \| \| Atrociraptor \| \| \| \| \| \| Dromaeosaurus \| \| \| \| |
|                 | Achillobator |
|                 | |
|                 | Utahraptor |
|                 | |
|                 | Atrociraptor |
|                 | |
|                 | Dromaeosaurus |
|                 | |

|  | Achillobator  |
|  |               |
|  | Utahraptor    |
|  |               |
|  | Atrociraptor  |
|  |               |
|  | Dromaeosaurus |
|  |               |

|                 | Balaur |
|                 | |
|                 | Velociraptor |
|                 | |
| Dromaeosaurinae | \| \| Achillobator \| \| \| \| \| \| Utahraptor \| \| \| \| \| \| Atrociraptor \| \| \| \| \| \| Dromaeosaurus \| \| \| \| |
|                 | \| \| Achillobator \| \| \| \| \| \| Utahraptor \| \| \| \| \| \| Atrociraptor \| \| \| \| \| \| Dromaeosaurus \| \| \| \| |
|                 | Achillobator |
|                 | |
|                 | Utahraptor |
|                 | |
|                 | Atrociraptor |
|                 | |
|                 | Dromaeosaurus |
|                 | |

|  | Achillobator  |
|  |               |
|  | Utahraptor    |
|  |               |
|  | Atrociraptor  |
|  |               |
|  | Dromaeosaurus |
|  |               |

|                 | Balaur |
|                 | |
|                 | Velociraptor |
|                 | |
| Dromaeosaurinae | \| \| Achillobator \| \| \| \| \| \| Utahraptor \| \| \| \| \| \| Atrociraptor \| \| \| \| \| \| Dromaeosaurus \| \| \| \| |
|                 | \| \| Achillobator \| \| \| \| \| \| Utahraptor \| \| \| \| \| \| Atrociraptor \| \| \| \| \| \| Dromaeosaurus \| \| \| \| |
|                 | Achillobator |
|                 | |
|                 | Utahraptor |
|                 | |
|                 | Atrociraptor |
|                 | |
|                 | Dromaeosaurus |
|                 | |

|  | Achillobator  |
|  |               |
|  | Utahraptor    |
|  |               |
|  | Atrociraptor  |
|  |               |
|  | Dromaeosaurus |
|  |               |

|                 | Balaur |
|                 | |
|                 | Velociraptor |
|                 | |
| Dromaeosaurinae | \| \| Achillobator \| \| \| \| \| \| Utahraptor \| \| \| \| \| \| Atrociraptor \| \| \| \| \| \| Dromaeosaurus \| \| \| \| |
|                 | \| \| Achillobator \| \| \| \| \| \| Utahraptor \| \| \| \| \| \| Atrociraptor \| \| \| \| \| \| Dromaeosaurus \| \| \| \| |
|                 | Achillobator |
|                 | |
|                 | Utahraptor |
|                 | |
|                 | Atrociraptor |
|                 | |
|                 | Dromaeosaurus |
|                 | |

|  | Achillobator  |
|  |               |
|  | Utahraptor    |
|  |               |
|  | Atrociraptor  |
|  |               |
|  | Dromaeosaurus |
|  |               |

|                 | Balaur |
|                 | |
|                 | Velociraptor |
|                 | |
| Dromaeosaurinae | \| \| Achillobator \| \| \| \| \| \| Utahraptor \| \| \| \| \| \| Atrociraptor \| \| \| \| \| \| Dromaeosaurus \| \| \| \| |
|                 | \| \| Achillobator \| \| \| \| \| \| Utahraptor \| \| \| \| \| \| Atrociraptor \| \| \| \| \| \| Dromaeosaurus \| \| \| \| |
|                 | Achillobator |
|                 | |
|                 | Utahraptor |
|                 | |
|                 | Atrociraptor |
|                 | |
|                 | Dromaeosaurus |
|                 | |

|  | Achillobator  |
|  |               |
|  | Utahraptor    |
|  |               |
|  | Atrociraptor  |
|  |               |
|  | Dromaeosaurus |
|  |               |

|                 | Balaur |
|                 | |
|                 | Velociraptor |
|                 | |
| Dromaeosaurinae | \| \| Achillobator \| \| \| \| \| \| Utahraptor \| \| \| \| \| \| Atrociraptor \| \| \| \| \| \| Dromaeosaurus \| \| \| \| |
|                 | \| \| Achillobator \| \| \| \| \| \| Utahraptor \| \| \| \| \| \| Atrociraptor \| \| \| \| \| \| Dromaeosaurus \| \| \| \| |
|                 | Achillobator |
|                 | |
|                 | Utahraptor |
|                 | |
|                 | Atrociraptor |
|                 | |
|                 | Dromaeosaurus |
|                 | |

|  | Achillobator  |
|  |               |
|  | Utahraptor    |
|  |               |
|  | Atrociraptor  |
|  |               |
|  | Dromaeosaurus |
|  |               |

|                 | Balaur |
|                 | |
|                 | Velociraptor |
|                 | |
| Dromaeosaurinae | \| \| Achillobator \| \| \| \| \| \| Utahraptor \| \| \| \| \| \| Atrociraptor \| \| \| \| \| \| Dromaeosaurus \| \| \| \| |
|                 | \| \| Achillobator \| \| \| \| \| \| Utahraptor \| \| \| \| \| \| Atrociraptor \| \| \| \| \| \| Dromaeosaurus \| \| \| \| |
|                 | Achillobator |
|                 | |
|                 | Utahraptor |
|                 | |
|                 | Atrociraptor |
|                 | |
|                 | Dromaeosaurus |
|                 | |

|  | Achillobator  |
|  |               |
|  | Utahraptor    |
|  |               |
|  | Atrociraptor  |
|  |               |
|  | Dromaeosaurus |
|  |               |

## Paleobiología
Con unos 2 metros de largo y cubierto de plumas complejas,Zhenyuanlong habría sido prácticamente indistinguible de un pájaro grande en vida y ha sido comparado a un pavo, con plumas similares a las de un águila. En tamaño hubiera sido tan grande como un cóndor, pero hubiera pesado dos veces más situándose en 20 kilogramos.

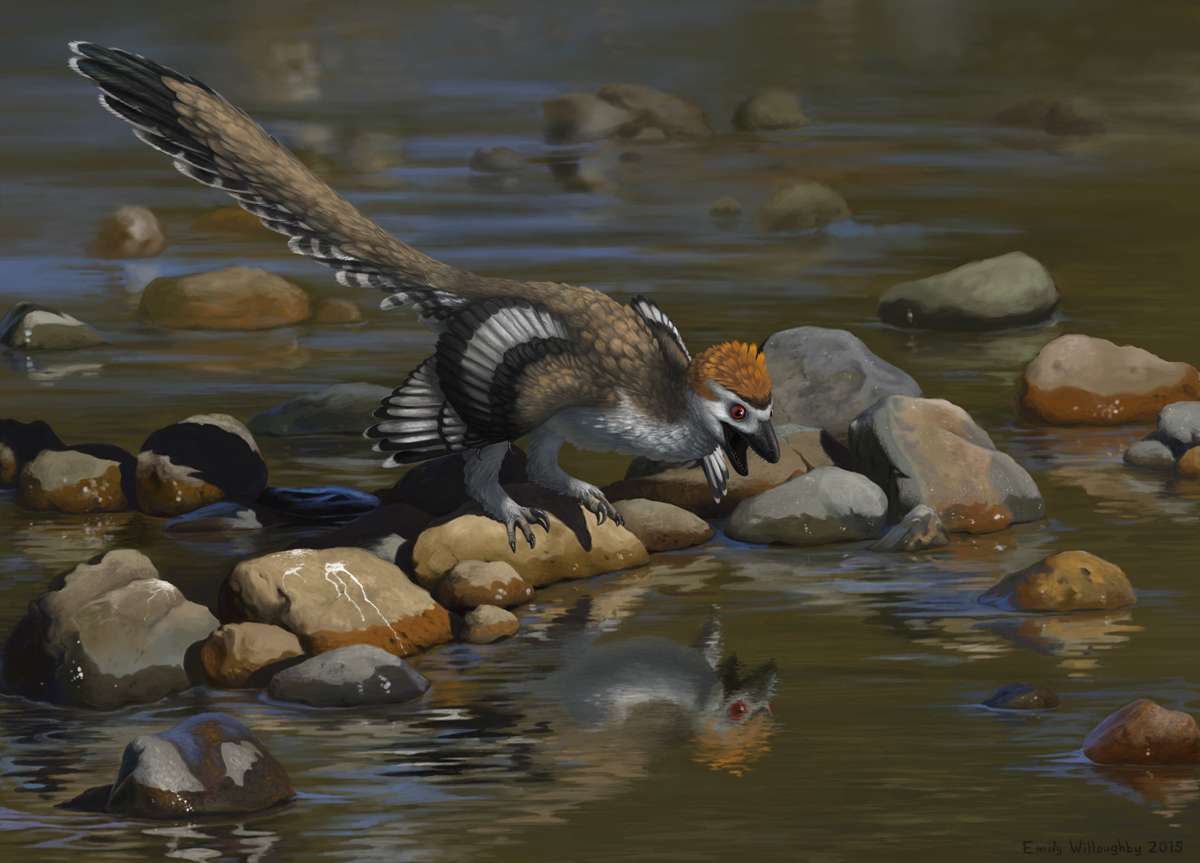
Restauración de Zhenyuanlong usando sus alas en una exhibición de amenaza, según lo sugerido por los autores.

Zhenyuanlong es considerado por sus autores como un "animal raro y aberrante" comparado con los demás dromeosáuridos de Liaoning por su voluminoso cuerpo y sus cortas patas. Es la primera demostración de una morfología emplumadaen un dromeosáurido de patas cortas, además es el mayor dinosaurio no-aviano conocido con plumas complejas. Aunque los autores afirman que el animal es probablemente demasiado grande para volar, 
También destacan la importancia del modelado biomecánico antes de extraer conclusiones específicas sobre la función aerodinámica (o falta de ella) de las alas de Zhenyuanlong'.
Esto plantea la cuestión de lo que hacía un animal tan grande y de brazos cortos con alas y plumas complejas tan similares a las utilizadas para planear en otros animales. Una posibilidad es que "Zhenyuanlong" tuviera una ascendencia compartida con dromaeosauridas más pequeños, potencialmente volantes como  Microraptor  y luego reteniendo aspectos de capacidad de vuelo a través de inercia o razones adaptativas desconocidas. Otras posibilidades incluyen el uso de alas en la exhibición a compañeros o rivales, la protección de los huevos en su nido, o incluso cierto deslizamiento arbóreo. La denominada WAIR, que algunos pájaros modernos usan para ayudar a "abatir" las pendientes pronunciadas, es un potencial uso aerodinámico de las alas de Zhenyuanlong.
Según los autores y otros paleontólogos, la hipótesis más viable en este momento es el uso de las alas en exhibición sexual, ya sea para amenazar a rivales o para cortejar a compañeros potenciales, como un pavo real utiliza su cola para impresionar gallinas.
Independientemente de la función práctica que las alas de Zhenyuanlong puedan haber servido, su descubrimiento ha proporcionado un nuevo vistazo a la diversidad de los planes del cuerpo de dromaeosáuridos de Liaoning y a la diversidad de Biota de Jehol de manera más general.